# Tunnel d'El Qantas
Le tunnel d'El Qantas est un tunnel ferroviaire de la ligne d'Alger à Oran. D'une longueur de 7,34 km, il est situé sur le territoire de la commune d'Hoceinia dans la wilaya d'Aïn Defla, en Algérie.

## Situation géographique et ferroviaire
Le tunnel se situe sur un nouveau tronçon, en construction depuis 2010, de la ligne d'Alger à Oran. Ce tronçon, d'une longueur de 56 km, entre El Affroun et Khemis Miliana, est réalisé dans le cadre de la modernisation de la ligne, de la rectification de son tracé et de son dédoublement. Le tunnel d'El Qantas se situe à proximité d'un autre tunnel sur ce tronçon : le tunnel monotube de Ramdane, long de 7 400 m,.

## Historique
Entamé en 2011, plusieurs fois stoppé en raison de difficultés techniques et géologiques, construit pour l'Agence nationale d'études et de suivi de la réalisation des investissements ferroviaires (ANESRIF) par l'entreprise chinoise China Railway Construction (CRCC) et le groupe Turquie Ozgun Construction, le tunnel a été finalement percé en octobre 2017 et son aménagement terminé en 2018,.
Sa mise en service était prévue pour 2019 par la Société nationale des transports ferroviaires (SNTF).
Le tunnel d'El Qantas permettra de réduire de près de moitié la durée du trajet entre les deux plus grandes villes du pays Alger et Oran. Le temps de parcours actuel est d'environ 4 h 30 pour relier la capitale à la ville d'Oran.

## Caractéristiques
Il est composé de deux tubes d'un linéaire de 7 345 mètres pour le côté sud-est et 7 335 mètres pour le côté nord-est. 
Le tunnel est équipé pour une électrification de 25 kV 50 Hz.
Le tunnel d'El Qantas est le deuxième plus long tunnel ferroviaire d'Afrique, derrière celui d'Hex River qui s'étire sur 16,8 km entre Le Cap et Johannesbourg.